# Leucophanes gardneri
Leucophanes gardneri là một loài rêu trong họ Calymperaceae. Loài này được Müll. Hal. mô tả khoa học đầu tiên năm 1844.